# Brava (Cap Verd)
|  | Per a altres significats, vegeu «illa Brava». |

Brava és un concelho (municipi) de Cap Verd. Cobreix la totalitat de l'illa Brava. La capital és la vila de Nova Sintra. El municipi consta de dues freguesias (parròquies civils): São João Baptista i Nossa Senhora do Monte.

## Demografia
| Població de municipi capverdià de Brava (1940—2010) | Població de municipi capverdià de Brava (1940—2010) | Població de municipi capverdià de Brava (1940—2010) | Població de municipi capverdià de Brava (1940—2010) | Població de municipi capverdià de Brava (1940—2010) | Població de municipi capverdià de Brava (1940—2010) | Població de municipi capverdià de Brava (1940—2010) | Població de municipi capverdià de Brava (1940—2010) |
| --------------------------------------------------- | --------------------------------------------------- | --------------------------------------------------- | --------------------------------------------------- | --------------------------------------------------- | --------------------------------------------------- | --------------------------------------------------- | --------------------------------------------------- |
| 1940                                                | 1950                                                | 1960                                                | 1970                                                | 1980                                                | 1990                                                | 2000                                                | 2010                                                |
| 8.528                                               | 7.937                                               | 8.625                                               | 7.756                                               | 6.985                                               | 6.975                                               | 6.804                                               | 5.971                                               |